# Bushiella asymmetrica
Bushiella asymmetrica är en ringmaskart som beskrevs av Rzhavsky 1988. Bushiella asymmetrica ingår i släktet Bushiella och familjen Serpulidae. Inga underarter finns listade i Catalogue of Life.